# 3167 Babcock
3167 Babcock este un asteroid din centura principală, descoperit pe 13 septembrie 1955 de Goethe Link Obs..